# Victor Tchijikov
Victor Alexandrovitch Tchijikov (em russo:  Виктор Александрович Чижиков; Moscou, 26 de setembro de 1935 - Moscou, 20 de julho de 2020) foi um ilustrador de livros infantis russo e o designer do mascote olímpico, Misha, dos Jogos Olímpicos de Moscou de 1980, os XXII Jogos Olímpicos de Verão.
Tchijikov venceu o concurso organizado pelas autoridades soviéticas para desenhar o mascote, batizado Misha, um urso que usava um cinto com as argolas olímpicas que se tornou um dos mais populares dos jogos olímpicos. Ele teve sua criação escolhida entre outras 60 opções, criadas por um grupo de artistas.
Tchijikov ilustrou mais de 100 livros infantis. Ele trabalhou em estreita colaboração com os escritores Eduard Uspensky e Andrei Usachev.